# 1504년

## 연호
- 명(明) 홍치(弘治) 17년
- 일본(日本) 분키(文亀) 4년 / 에이쇼(永正) 원년
- 후 레 왕조(後黎朝) 까인통(景統) 7년 / 타이찐(泰貞) 원년

## 기년
- 류큐(琉球) 쇼신왕(尚真王) 28년
- 명(明) 효종 홍치제(孝宗 弘治帝) 17년
- 조선(朝鮮) 연산군(燕山君) 10년
- 후 레 왕조(後黎朝) 헌종(憲宗) 7년 / 숙종(肅宗) 원년

## 사건
- 갑자사화가 일어나다.

## 탄생
- 앤 볼린, 영국왕 헨리 8세의 2번째 부인.
- 시인, 화가 신사임당.

## 사망
- 11월 26일 - 스페인의 초대 여왕 이사벨
- 음력 4월 27일 - 소혜왕후 한씨(인수대비)
- 동국18현 -서흥김씨 김굉필
- 동국18현 -하동정씨 정여창